# Expedition 6
L'Expedition 6 è stato il sesto equipaggio della Stazione spaziale internazionale.

## Equipaggio
| Ruolo               | Novembre 2002 – Maggio 2003           |
| ------------------- | ------------------------------------- |
| Comandante          | Kenneth Bowersox, NASA Quinto volo    |
| Ingegnere di volo 1 | Nikolaj Budarin, Roscosmos Terzo volo |
| Ingegnere di volo 2 | Donald Pettit, NASA Primo volo        |

## Parametri della missione
- Perigeo: 384 km
- Apogeo: 396 km
- Inclinazione: 51,6°
- Periodo: 1 ora e 32 minuti

- Aggancio: 25 novembre 2002, 21:59 UTC
- Sgancio: 3 maggio 2003, 22:43 UTC
- Durata attracco: 159 giorni e 44 minuti